# 壊れた椅子

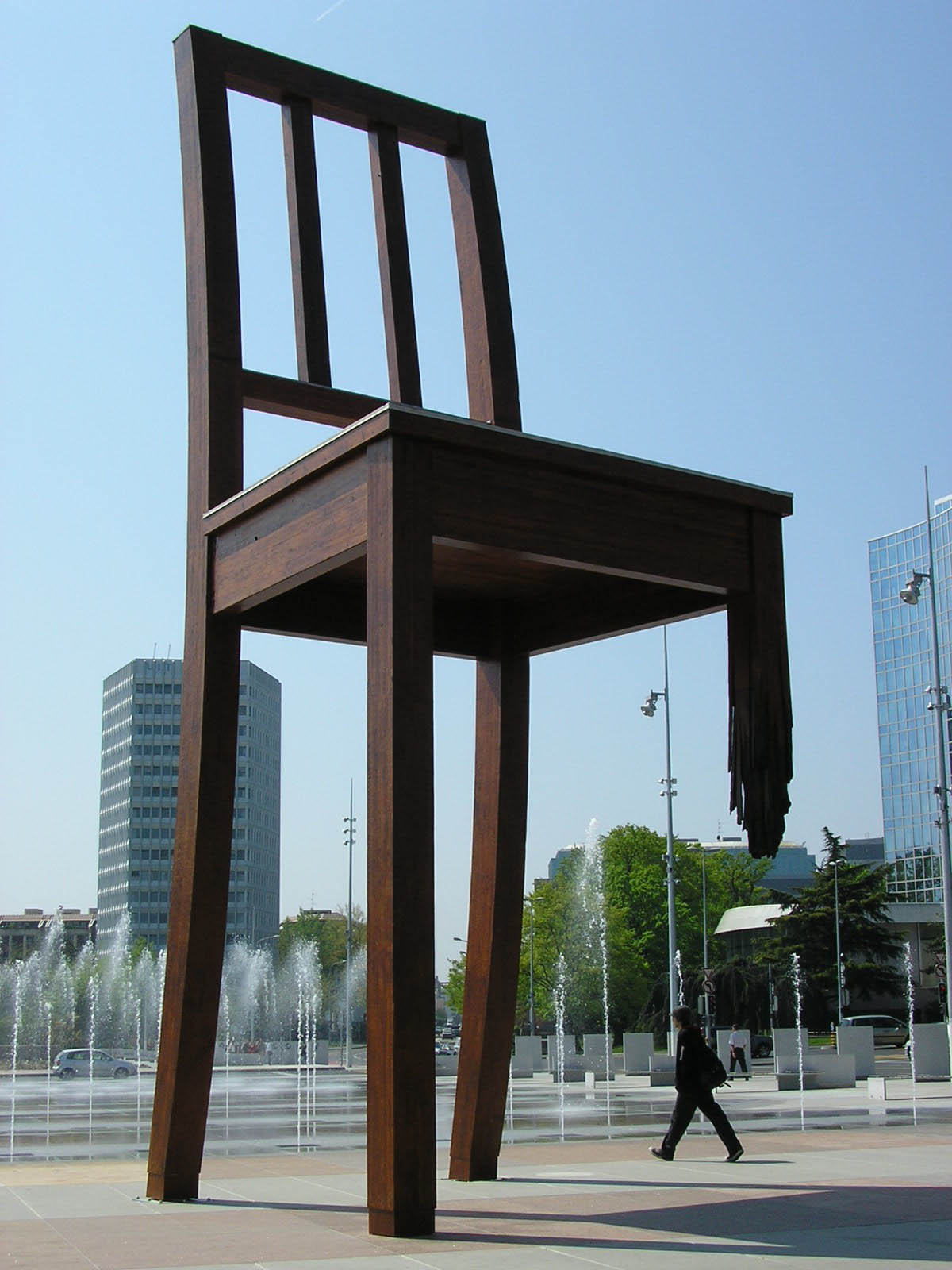
ジュネーヴ国連広場の『壊れた椅子』

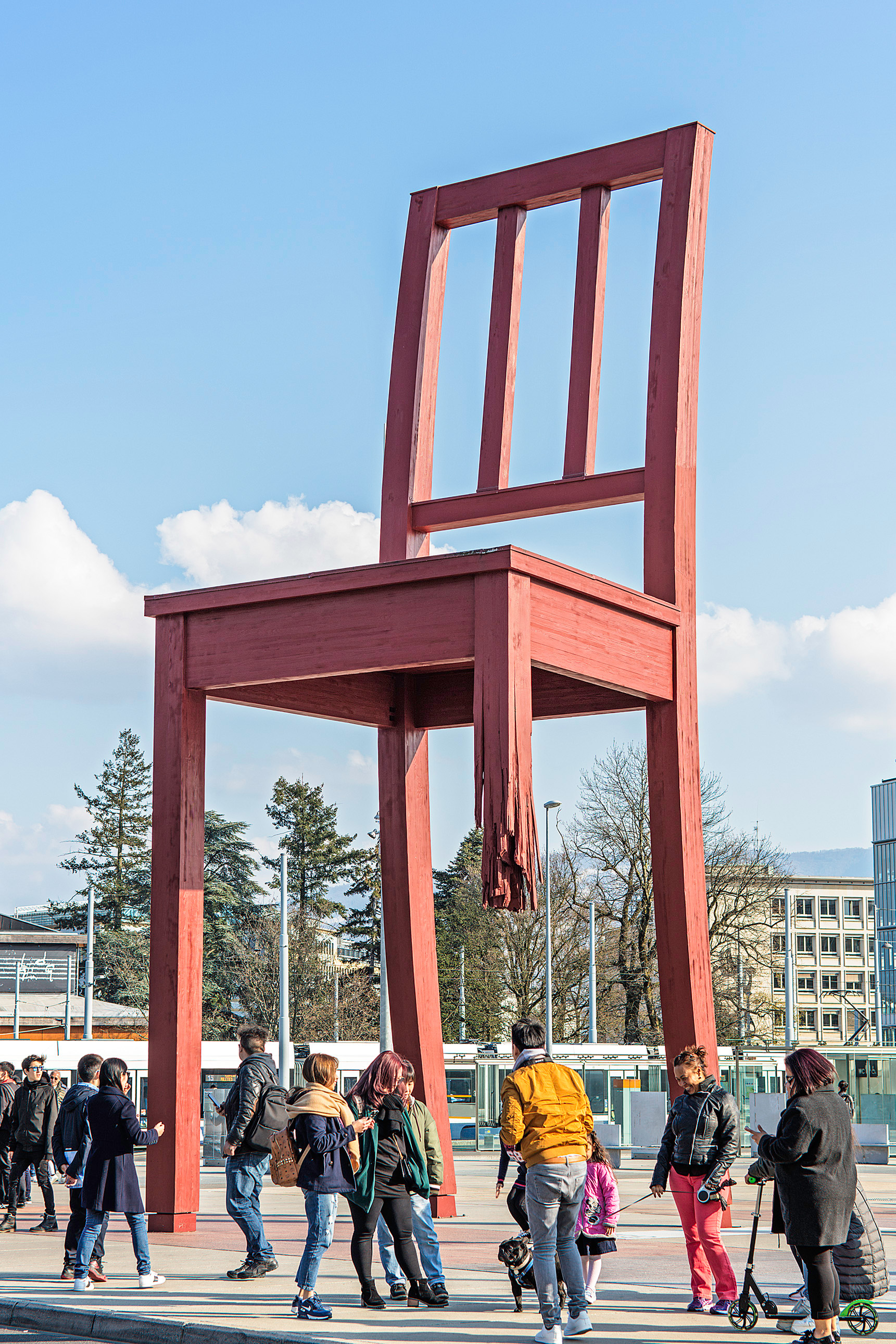
2019

『壊れた椅子』（英：Broken Chair）は、スイス人芸術家ダニエル・ベルセ（Daniel Berset）による巨大な彫刻作品である。スイス・ジュネーヴのパレ・デ・ナシオン（旧国際連盟本部、現国連連合ジュネーブ事務所）前の広場に設置されている。
全部で5.5tの木材を使って作られており、その高さは12mに及ぶ。4本の脚のうちの1本が折れているが、これは地雷やクラスター爆弾への反対を象徴しており、ジュネーヴを訪れる政治家にこれらの兵器のことを思い起こさせる役目を果たしている。

## 歴史
『壊れた椅子』は、国際NGOハンディキャップ・インターナショナル（Handicap International）と、スイスの共同設立者でディレクター
のポール・ヴェルモーレン（Paul Vermeulen）のプロジェクトである。この彫刻は、ハンディキャップ・インターナショナルによって1997年8月にジュネーヴのパレ・デ・ナシオン前の広場に設置された。当初は、対人地雷の使用、貯蔵、生産及び移譲の禁止並びに廃棄に関する条約（オタワ条約）が署名される1997年12月までの3か月間設置されるはずであった。しかし、40か国の締結によってこの条約が発効したのは1999年3月1日のことであった。
主要国の中にこの条約に署名しない国があったことと、市民の強い支持によって、この彫刻は2005年までこの広場に残され、広場の大規模な改築のために移動された。そして、工事が終わって、2007年2月26日に、国連欧州本部前の同じ場所に再び据え付けられた。
2007年2月の『壊れた椅子』の再据え付けは、ハンディキャップ・インターナショナルによって公式に2008年12月のオスロでのクラスター弾に関する条約の署名に捧げられた。この作品は、2004年までは彫刻家が所有していたが、その後、所有権がハンディキャップ・インターナショナルに移っている。
座標: 北緯46度13分22.1秒 東経6度08分19.8秒 / 北緯46.222806度 東経6.138833度